# HD168856
HD168856 — хімічно пекулярна зоря спектрального класу B9, що має видиму зоряну величину в смузі V приблизно  7,1.
Вона  розташована на відстані близько 585,6 світлових років від Сонця.

## Пекулярний хімічний склад
Зоряна атмосфера HD168856 має підвищений вміст 
Si
.